# Association de la Jeunesse Auxerroise
A Association de la Jeunesse Auxerroise (Associação da Juventude de Auxerre) é um clube de futebol francês fundado em 1905, e com sede em Auxerre. Atualmente o clube está disputando a Ligue 1. Ele manda seus jogos no Stade l'Abbé-Deschamps, com capacidade de 18.541 assentos.
Seus principais títulos são o Campeonato Francês de 1995–96, quatro Copas da França, em 1993–94, 1995–96, 2002–03 e 2004–05, a Copa Intertoto da UEFA de 1997 e o recorde de sete Copas Gambardella, principal competição de divisões de base do país.
O Auxerre produziu vários jogadores notáveis durante sua existência. O clube serviu principalmente como começo para vários jogadores de futebol franceses proeminentes, como Éric Cantona, Laurent Blanc, Stéphane Guivarc'h, Philippe Mexès, Basile Boli e Djibril Cissé. Destaque a Blanc, que ganhou com a Seleção Francesa a Copa do Mundo de 1998 e a Eurocopa de 2000, e Cissé, que se tornou o segundo maior artilheiro da história do clube, com 90 gols.

## História
Fundado em 1905, sagrou-se eneacampeão do campeonato regional de Borgonha, antes de ser expulso de sua terra natal devido à Primeira Guerra Mundial. Passou mais de vinte anos sem disputar campeonato importantes, até ingressar na Liga Regional de Borgonha, em 1945-46, que dava acesso às principais divisões nacionais.
Apenas conseguiu ser campeão em 1969-70, ingressando na Terceira Divisão nacional do ano seguinte. Em 1973-74, ascendeu à Segunda Divisão e, seis anos depois, à Primeira Divisão.
Fez boas campanhas nos anos 1980, chegando a conquistar a 3ª colocação em 1983-1984. Nessa época, o investimento pesado nas divisões de base fez efeito, trazendo o tricampeonato da Copa Gambardella, da qual é o atual maior campeão, com sete títulos, o que trouxe reconhecimento ao clube. Depois de mais algumas boas campanhas no começo da década seguinte e de conquistar seu primeiro título nacional, a Copa da França de 1993-94, foi campeão francês em 1995-96, mesmo ano em que conquistou sua segunda Copa da França.
Foi campeão da Copa Intertoto da UEFA em 1997 e conquistou mais dois títulos da Copa da França nos anos 2000 e está consolidado como um clube grande do país.

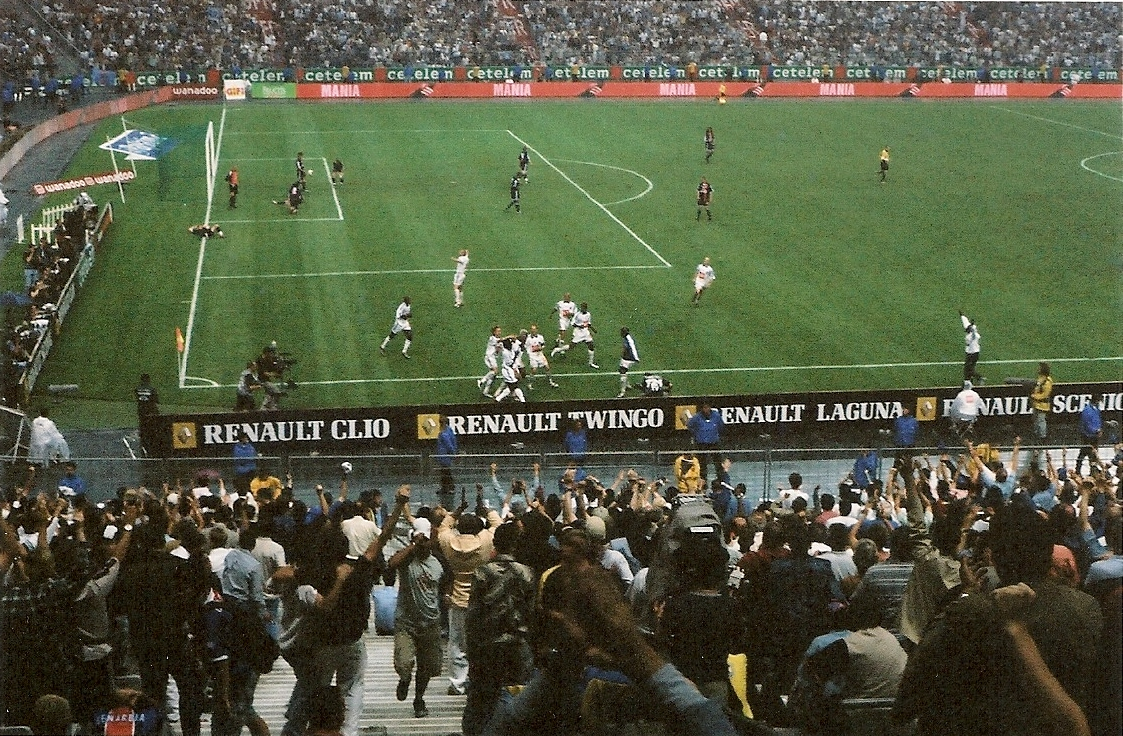
Jogadores e torcedores do Auxerre comemorando a vitória contra o PSG na final da Copa da Franca de 2003.

Em 13 de maio de 2012, a permanência de 32 anos do Auxerre na primeira divisão chegou ao fim após uma derrota por 3-0 fora de casa para o Olympique de Marselha. Na temporada 2021-22 da Ligue 2, o AJA foi finalmente promovido de volta à Ligue 1 após dez anos, após uma vitória nos pênaltis contra o Saint-Étienne nos play-offs de promoção/rebaixamento da Ligue 1.
Hoje o clube se encontra na Ligue 1, depois de subir da Ligue 2 na temporada passada.

## Estatísticas do Clube
- Temporadas na Ligue 1: 30
- Temporadas na Ligue 2: 6
- Melhor posição na liga: 1° (temporada 95/96)[carece de fontes?]
- Pior posição na liga: 20° (temporada 11/12)[carece de fontes?]
- Maior goleada conseguida:
  - Em campeonatos nacionais: Auxerre 8 - 0 Sète (Ligue 2, temporada 76/77)
  - Em torneios internacionais: Nea Salamina (Chipre) 1 - 10 Auxerre (Intertoto temporada 97/98)
- Maior goleada sofrida:
  - Em campeonatos nacionais: Monaco 7-0 Auxerre (Ligue 1 temporada 81/82)
Lens 7-0 Auxerre (Ligue 1 temporada 05/06)[5]
  - Em torneios internacionais: CSKA Moscou 4 - 0 Auxerre (Copa da Europa temporada 04/05).
- Maior artilheiro: Andrzej Szarmach (100 gols)
- Mais jogos disputados: Fabien Cool (467 jogos da Ligue 1)[6]

## Títulos
| CONTINENTAIS | CONTINENTAIS                    | CONTINENTAIS | CONTINENTAIS                        |
|              | Competição                      | Títulos      | Temporadas                          |
| ------------ | ------------------------------- | ------------ | ----------------------------------- |
|              | Copa Intertoto da UEFA          | 1            | 1997                                |
| NACIONAIS    |                                 |              |                                     |
|              | Competição                      | Títulos      | Temporadas                          |
|              | Campeonato Francês              | 1            | 1995–96                             |
|              | Copa da França                  | 4            | 1993–94, 1995–96, 2002–03 e 2004–05 |
|              | Campeonato Francês – 2ª Divisão | 2            | 1979–80 e 2023–24                   |

## Elenco
Atualizado em 21 de março de 2025.
Legenda
- Capitão
- Emprestado

## Jogadores Notáveis
Para uma lista completa de jogadores do Auxerre, veja Categoria:Futebolistas da Association de la Jeunesse Auxerroise
Abaixo está o 11 inicial de jogadores de futebol históricos que jogaram no Auxerre na liga e em competições internacionais desde a fundação do clube em 1905, conforme votado pelos torcedores do clube.
- Goleiro: Bruno Martini
- Defesa: Laurent Blanc, Philippe Mexès, Jean-Alain Boumsong, Basile Boli
- Meio-campo: Corentin Martins, Vincenzo Scifo, Yann Lachuer
- Ataque: Djibril Cissé, Éric Cantona, Andrzej Szarmach

## Treinadores
De 1946 até hoje
- 1946-1947  Pierre Grosjean
- 1947-1948  Jean Pastel
- 1948-1950  Jacques Boulard
- 1950-1952  Georges Hatz
- 1952-1953  Marc Olivier
- 1953-1955  M. Pignault
- 1955-1956  Pierre Meunier
- 1956-1958  Jacques Boulard
- 1958-1959 Joseph Holmann
- 1959-1961 Christian Di Orio
- 1961-1962  Guy Roux
- 1962-1964 Jean-Claude Gagneux
- 1964-2000  Guy Roux
- 2000-2001 Daniel Rolland
- 2000-2005  Guy Roux
- 2001-2002  Alain Fiard (interino)
- 2005-2006  Jacques Santini
- 2006-2011  Jean Fernandez
- 2011-2012  Laurent Fournier
- 2012  Jean-Guy Wallemme
- 2012-2014  Bernard Casoni
- 2014-2016  Jean-Luc Vannuchi
- 2016  Viorel Moldovan
- 2016-2017  Cédric Daury
- 2017  Francis Gillot
- 2018-2019  Pablo Correa
- 2019  Cédric Daury
- 2019-2022  Jean-Marc Furlan
- 2022-  Christophe Pélissier

## Estatísticas
As tabelas abaixo mostram as performances do clube nas temporadas de 1990-91 à 2009-10 no Campeonato Francês e na Copa da França
     Campeão.
     Vice-campeão.
     Promovido.
     Rebaixado.
| Temporada | Divisão | Posição |
| --------- | ------- | ------- |
| 1990-91   | D1      | 3º      |
| 1991-92   | D1      | 4º      |
| 1992-93   | D1      | 6º      |
| 1993-94   | D1      | 3º      |
| 1994-95   | D1      | 4º      |
| 1995-96   | D1      | 1º      |
| 1996-97   | D1      | 6º      |
| 1997-98   | D1      | 7º      |
| 1998-99   | D1      | 14º     |
| 1999-00   | D1      | 8º      |

| Temporada | Divisão | Posição |
| --------- | ------- | ------- |
| 2000-01   | D1      | 13º     |
| 2001-02   | D1      | 3º      |
| 2002-03   | L1      | 6º      |
| 2003-04   | L1      | 4º      |
| 2004-05   | L1      | 8º      |
| 2005-06   | L1      | 6º      |
| 2006-07   | L1      | 8º      |
| 2007-08   | L1      | 15º     |
| 2008-09   | L1      | 8º      |
| 2009-10   | L1      | 3º      |

| Temporada | Fase alcançada |
| --------- | -------------- |
| 1990-91   | Oitavas        |
| 1991-92   | 16 avos        |
| 1992-93   | 32 avos        |
| 1993-94   | Final          |
| 1994-95   | Oitavas        |
| 1995-96   | Final          |
| 1996-97   | Oitavas        |
| 1997-98   | 16 avos        |
| 1998-99   | 32 avos        |
| 1999-00   | 32 avos        |

| Temporada | Fase alcançada |
| --------- | -------------- |
| 2000-01   | Quartas        |
| 2001-02   | 32 avos        |
| 2002-03   | Final          |
| 2003-04   | Oitavas        |
| 2004-05   | Final          |
| 2005-06   | 16 avos        |
| 2006-07   | 32 avos        |
| 2007-08   | 16 avos        |
| 2008-09   | 32 avos        |
| 2009-10   | Quartas        |